# Blut Aus Nord
Blut Aus Nord – francuska grupa muzyczna grająca black metal z elementami awangardy, powstała w 1994 roku w Mondeville.

## Skład
- Vindsval – wokale, gitara elektryczna (założyciel Children of Mäani, The Eye, Vlad)
- W.D. Feld – perkusja, elektronika, keyboard
- GhÖst – gitara basowa

### Muzycy sesyjni
- Ogat – gitara basowa na Ultima Thulee
- Ira Aeterna – gitara basowa na Fathers of the Icy Age
- Taysiah – wokale na The Work Which Transforms God
- Nahaim – gitara elektryczna na The Work Which Transforms God

## Dyskografia

### Albumy
- 1995 – Ultima Thulée
- 1996 – Memoria Vetusta I – Fathers of the Icy Age
- 2001 – The Mystical Beast of Rebellion
- 2003 – The Work Which Transforms God
- 2006 – MoRT
- 2007 – Odinist: The Destruction of Reason by Illumination
- 2009 – Memoria Vetusta II – Dialogue with the Stars
- 2011 – 777 – Sect(s)
- 2011 – 777 – The Desanctification
- 2012 – 777 – Cosmosophy
- 2014 – Memoria Vetusta III: Saturnian Poetry
- 2017 – Deus Salutis Meæ
- 2019 – Hallucinogen

### EP
- 2005 – Thematic Emanation of Archetypal Multiplicity
- 2010 – What Once Was... Liber I
- 2012 – What Once Was... Liber II
- 2013 – What Once Was... Liber III
- 2014 – Debemur MoRTi
- 2014 – Triunity

### Splity
- 2004 – Decorporation (z Reverence)
- 2007 – Dissociated Human Junction (z Bloodoline, Reverence i Karras)
- 2014 – Triunity (z P.H.O.B.O.S.)
- 2016 – Codex Obscura Nomina (z Ævangelist)